# Ploțk, Bolgrad
Ploțk (în ucraineană Плоцьк) este un sat în comuna Arciz din raionul Bolgrad, regiunea Odesa, Ucraina.

## Demografie
Componența lingvistică a localității Ploțk
     Ucraineană (80,85%)
     Rusă (12,38%)
     Bulgară (5,03%)
     Română (1,16%)
Conform recensământului din 2001, majoritatea populației localității Ploțk era vorbitoare de ucraineană (80,85%), existând în minoritate și vorbitori de rusă (12,38%), bulgară (5,03%) și română (1,16%).